# Eustațiu al IV-lea de Boulogne
Eustațiu al IV-lea (n. cca. 1129 – d. 17 august 1153) a fost conte de Boulogne
Eustațiu a fost fiul mai mare al regelui Ștefan al Angliei cu contesa Matilda de Boulogne. Atunci când tatăl său a preluat tronul Angliei după moartea regelui Henric I din 1135, Eustațiu a devenit cel mai posibil moștenitor al coroanei Angliei.
Eustațiu apare menționat pentru prima dată în unul dintre hrisoavele părinților săi datat nu mai tîrziu de august 1131. În 1137, el a prestat omagiu pentru Normandia regelui Ludovic al VII-lea al Franței, a cărui soră, Constanța, el o va lua în căsătorie în 1140 (ca văduvă, Constanța se va recăsători cu contele Raimond al V-lea de Toulouse). Eustațiu a fost înnobilat în 1147, dată la care el avea probabil între 16 și 18 ani. În 1151, Eustațiu s-a angajat alături de regele Ludovic într-un raid eșuat asupra Normandiei, care acceptase titlul pretendentei Maud la tronul Angliei, iar acum se apăra de propriul soț, Geoffroi Plantagenet.
În cadrul unui conciliu ținut la Londra în 6 aprilie 1152, regele Ștefan a convins un număr de baroni englezi să presteze omagiu lui Eustațiu ca viitor rege al lor; însă arhiepiscopul de Canterbury, Theobald de Bec, și ceilalți episcopi au refuzat să săvârșească ceremonia de încoronare pe motiv că curia papală se declarase împotriva pretențiilor lui Eustațiu.
Eustațiu a murit în mai puțin de un an, la începutul lui august 1153, lovit (după cum se spunea) de mânia lui Dumnezeu, în vreme ce jefuia pământurile Bisericii în apropiere de Bury St Edmunds. Moartea lui a fost salutată cu o generală satisfacție, ca deschizând posibilitatea unei înțelegeri pașnice între regele Ștefan și rivalul său, tânărul Henric Plantagenet. Potrivit cronicarului William de Newburgh, regele Ștefan a fost "îndurerat peste măsură din cauza morții fiului despre care spera că îi va fi succesor; el a continuat treburile războiului cu mai puțină vigoare și asculta cu mai multă răbdare vocile care îl îndemnau la pace."
Cronica Peterborough, neîmbrățișând această viziune, îl consideră pe Eustațiu ca fiind un personaj negativ. "Era un om rău și a produs mai multă nedreptate decât lucruri bune oriunde s-a dus; el a prădat pământurile și a impus peste tot biruri grele." El proferase amenințări la adresa episcopilor recalcitranți, iar în războiul împotriva taberei angevinilor (Plantageneților) solicitase contribuții din partea lăcașelor religioase; poate că aceste fapte au fost suficiente pentru a stabili verdictul dat de cronicar.
Eustațiu a fost înmormântat în abația Faversham din Kent, care fusese întemeiată de părinții săi.